# Света планина (филм)
Света планина (фр. La montaña sagrada) из 1973. је мексичко-америчка надреална фантазија коју је режирао, написао, продуцирао и у њој глумио Алехандро Ходоровски, који је такође учествовао као сценограф и костимограф на филму. Филм је продуцирао менаџер Битлса, Ален Клеин из Абко музичке продукције, након Јодоровскобог постигнућа са Ел Топом и признања од Џон Ленона и Џорџа Харисона (Ленон и Јоко Оно су финансирали снимање филма). Филм је приказан на разним међународним филмским фестивалима у 1973., укључујући Кански филмски фестивал, и ограниченим пројекције у Њујорку и Сан Франциску.

## Заплет
Човек (касније идентификован као лопов) који представља будалу, тарот картица приказује младог човека који корача са литице, лежи на земљи са мувама које покривају његово лице као измет. Он је спријатељио са патуљком без руку и ногу (што представља пет мачева: пораз) и одлазе у град да би зарадили новац од туриста. Лопова сличност са Исусом Христом инспирише неке да искористе његов лик за распећа и да их продају. Након спора са свештеником који одбацује лик лопова од себе, лопов једе лица своје воштане статуе и шаље га у небо са балонима, симболично једење тела Христа и понуда "себе" у небеса. Убрзо након тога, примећује гомилу окупљених људи око високог торња, где је велика кука са врећом злата која је послата доле у замену за храну. Лопов, са жељом да пронађе извор злата, пење на кулу, и проналази алхемичара (кога игра Јодоровски) и његову тиху женску асистеткињу.
После сукоба са алхемичарем, лопов изврши нужду у посуду. Измет се претвара у злато од стране алхемичара, који каже: "Ви сте измет Можете се претворити у злато". Лопов узима злато, али када се види у огледалу љутито разбија огледало са златом, а алхемичар узима лопова као шегрта.
Лопов упознаје још седам људи који ће га пратити на његовом путу; каже се да су они најмоћнији, али смртници, као и он. Они се односе по планетама у астролошким терминима и приказивани су у сатири, свака персонификација приказује најгоре аспекте наводних карактеристика његове или њене планете. Њих седам се састоји од: произвођача козметике (мушкарац, Венера), произвођач оружја (жена, Марс), трговац уметнинама, милионер (мушкарац, Јупитер), произвођач ратних играчака (жена, Сатурн), политички финансијски саветник (мушкарац, Уран), шеф полиције (мушкарац, Нептун) и архитекта (мушкарац, Плутон). Они су се окупили код алхемичара, који их учи да спале њихов новац и воштане фигуре. Заједно са алхемичаром, лоповом и асистенткињом, они чине групу од десет.
Неколико сцена касније, где су ликове предводи алхемичар кроз трансформационе ритуале. Они носе штапове на чијем врху су симболи њихових планета; алхемичаров симбол је Сунце, лоповов је Месец и тиха помоћница алхемичара је Меркур. Сви они путују бродом до острва Лотус да одузму тајну бесмртности од девет бесмртних мајстора који живе на Светој планини. Када стигну на острво Лотус они скрену у "Пантеон Бар", на гробљу у којој су људи напустили своју потрагу за светом планиниом и уместо тога баве се дрогом, поезијом или физичком снагом. Остављајући бар иза, они се пењу на планину и свако има личне симболичке визије које представљају најгоре страхове и опсесије сваког лика. Близу врха, лопов се враћа свом "народу" заједно са младом проститутком и мајмуном који су га пратили до планине. Остатак се супротставе невидљивим бесмртницима, који се показало да су само безличне лутке. Алхемичар онда разбија четврти зид и открива филмску екипу изван оквира (камера, микрофон, светла и посада) и каже "зоомирај назад камеру!", Налаже свима, укључујући и публику филма, да напусте Свету планину. "Стварни живот нас чека", каже он, а филм завршава.

## Улоге
- Алехандро Ходоровски као Алхемичар
- Хорацио Салинас као Лопов
- Рамона Саундерс као Исцртана Жена
- Хуан Ферера као Фон
- Адријана Пејџ као Исла
- Бурт Клејнер као Клен
- Валери Јодоровски као Сел
- Ники Ничолс као Берг
- Ричард Рутовски као Аксон
- Луис Ломели као Лут
- Ана де Саде као Проститутка

## Продукција

### Инспирација
Филм је заснован на Успон планине Кармел од Јована Крститеља и Планине Аналогног од Ренеа Даумала, који је био ученик Џорџа Гурдиефа. У овом филму, многе визуелно психоделичне приче прате метафизички смисао Планине Аналог. То се показује у таквим догађајима као што је пењање до алхемичара, Скупина појединаца са посебним вештинама, откриће планине која уједињује небо и земљу "која не може да постоји", и симболичке изазове дуж планинског успона. Даумал је умро пре него што је завршио његов алегоријски роман, и Јодоровски је импровизована крај који пружа начин да доврши дело (и симболично и на други начин).

### Припреме
Пре него што ће главно снимање почети, Јодоровски и његова супруга провели су недељу дана без сна под руководством јапанског зен мајстора.
Средишњи чланови глумачке екипе провели су три месеца радећи разне духовне вежбе предвођени Оскаром Ичазом у Арика Институту. Обука Арика има Зен, Суфи и јога вежбе заједно са разноврсним концептима изведених из кабале, и Ај Чинг учења Џорџа Гурдијева. Након тренинга, група је живела један месец у Јодоровсковој кући пре снимања. Након тога, снимање почело у пролеће 1972. Филм је сниман редом, потпуно у Мексику са буџетом од $ 750.000.
Јодоровском је такође наложио Ичазо да узима ЛСД у циљу духовног истраживања. Он је такође давао магичне гљиве својим глумцима током снимања сцене смрт-препород. Јодоровском је такође наложио Ичазо да узима ЛСД у циљу духовног истраживања. Он је такође давао магичне гљиве својим глумцима током снимања сцене смрт-препород.

## Издање
Филм је завршен на време за 1973 Филмски фестивал у Кану, где је много ишчекиван. Директор Јодоровски, дорадио је двадесет минута дијалога из филма, са намером да отклањања колико дијалога је могао. Филм је премијерно приказан на Ваверли позоришту, као арт хаус биоскоп у Њујорку 29. новембра 1973. године, где је био ограничено пуштан у петак и у суботу у поноћ током шеснаест месеци. На неколико места је објављен као двоструки приказ са Јодоровсковим филмом из 1970., Ел Топо, и на крају је постао култни филм са утицајем на популарну културу.
У 2010. години, Аламо Драфтхаус одржала је пројекцију Свете Планине као део свог "Хај за празнике" догађај. Као спомен на тај догађај, ограничен-издање постера за филм је дизајнирао немачки уметник Флориан Бертмер.

## Кућни Медији
Филм никада није добио широко пуштање на слободу до преко 30 година после своје првобитне премијере, када је обновљено издање обишло САД, са Ел Топом, и пуштен је у DVD формату од 1. маја 2007. године. Блу-реј је пуштено 26. априла 2011.